# آلبرت خاچاطریان
آلبرت لوریسی خاچاطریان (ارمنی: Ալբերտ Լորիսի Խաչատրյան؛  زادهٔ ۱ مهٔ ۱۹۳۵ - درگذشته ۷ دسامبر ۲۰۲۰) خواننده اپرا و آموزگار اهل ارمنستان بود. وی بین سال‌های - تا - میلادی فعالیت می‌کرد.

## زندگی‌نامه
وی در ۱ مهٔ ۱۹۳۵ در ایروان به دنیا آمد و از دانشگاه دولتی ایروان و کنسرواتوار دولتی کومیتاس ایروان فارغ‌التحصیل گشت. وی همچنین برنده جوایزی همچون هنرمند مردمی ارمنستان شوروی (۱۹۸۶)، هنرمند شایسته ارمنستان شوروی (۱۹۷۷) و نشان پیش‌کسوت کار شد. وی در ۷ دسامبر ۲۰۲۰ در سن ۸۵ سالگی در ایروان درگذشت